# تاكيو ماتسود
تاكيو ماتسود (باليابانية: 松田 岳夫) (13 أكتوبر 1961 في طوكيو في اليابان – )؛ هو لاعب كرة قدم ياباني متقاعد.

## وصلات خارجية
- تاكيو ماتسود على موقع قاعدة بيانات كرة القدم.إي يو (الإنجليزية)
- تاكيو ماتسود على موقع Soccerway.com (الإنجليزية)

- J.League Data Site (باليابانية)